# 代姆河畔舍米耶
代姆河畔舍米耶（法語：Chemillé-sur-Dême，法語發音：[ʃəmije syʁ dɛm]）是法国安德尔-卢瓦尔省的一个市镇，位于该省北部，属于图尔区。

## 地理
代姆河畔舍米耶（47°39'31"N, 0°38'54"E）面积33.54 平方千米，位于法国中央-卢瓦尔河谷大区安德尔-卢瓦尔省，该省份为法国中西部省份，北起萨尔特省、东北接卢瓦-谢尔省，东南接安德尔省，南至维埃纳省，西临曼恩-卢瓦尔省。
与代姆河畔舍米耶接壤的市镇（或旧市镇、城区）包括：代姆河畔埃佩涅、莱塞米特、蒙特鲁沃、马赖、讷维勒鲁瓦、维勒迪约堡、博蒙-卢埃托。

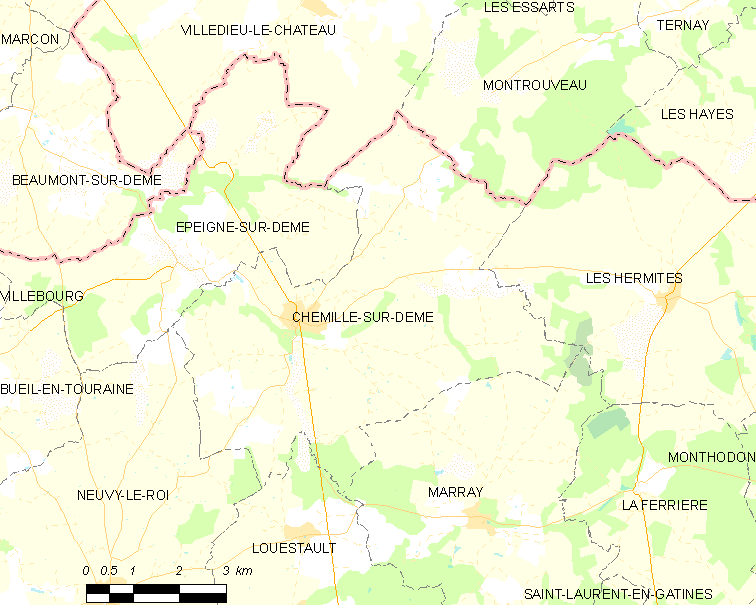
代姆河畔舍米耶的OSM定位图

代姆河畔舍米耶的时区为UTC+01:00、UTC+02:00（夏令时）。

## 行政
代姆河畔舍米耶的邮政编码为37370，INSEE市镇编码为37068。

## 政治
代姆河畔舍米耶所属的省级选区为雷诺堡县。

## 人口

1962-2008年间代姆河畔舍米耶人口变化图示

代姆河畔舍米耶于2022年1月1日时的人口数量为707人。